# Рене Даґрон
Рене Прюдан Патріс Даґрон (нар. 13 березня 13 березня 1813 р. Бовуар — пом. 13 червня 1900, Париж) — французький хімік і фотограф. У 1859 році він зареєстрував перший патент на створення «мікрофотографій», тобто мікроскопічно малих зображень великих об'єктів, і тому вважається винахідником мікрофільму.

## Біографія
Даґрон приїхав до Парижа у віці 15 років. Там він навчився фізичних і хімічних процесів. Згодом він вдосконалив колодій, який стало можливо наносити на скло набагато тоншим шаром. Це призвело до більш чітких і різких негативів і уможливило мікрофотографію. Патент на цей винахід він отримав у 1859 році. У 1860 році він відкрив своє перше фотоательє. У своїй праці «Traité de Photographie Microscopique», опублікованій у 1864 році, він описує розроблений ним процес. У тому ж році він спорудив свою першу «темну кімнату» для професійного виготовлення «мікроскопічних фотографій». Він удосконалив свою колодієву масу, щоб її можна було використовувати без скляного носія як першу гнучку негативну плівку розміром 3 × 5 см.
Під час франко-прусської війни та облоги Парижа Дагрон організував передавання новин за допомогою мікрофотографій і транспортування цих мікрофотографій поштовими голубами з провінцій до обложеного Парижа. Рене Даґрон та його колега Альбер Фернік вилетіли з Парижа 12 листопада 1870 року на повітряній кулі «Le Nièpce» за дорученням Жермена Рампона, генерального директора поштового відомства. На борту були обладнання та матеріали, необхідні для виготовлення мікрофотограм. Їхньою метою був Клермон-Ферран. Однак їхній повітряній кулі, пошкодженій ворожим вогнем, довелося приземлитися поблизу Вітрі-ле-Франсуа в районі прусських військ. Дагрону і Ферніку вдалося прорватися через прусські лінії. З 15 грудня 1870 року вони змогли розпочати роботу в Бордо. Згідно з сучасними одиницями виміру, на мікрофотографії можна було відтворити від 12 до 16 аркушів формату A3. Один голуб міг нести до 18 мікрофотографій, які разом важили менше грама. Разом з поштовими голубами до обложеного Парижа надійшло понад 100 000 повідомлень. Ці мікрофотографії були збільшені за допомогою так званого чарівного ліхтаря, а повідомлення переписані та роздані одержувачам.

## Публікації
- La poste par pigeons voyageurs, 1872
- Traité de photographie microscopique, 1864
- Cylindres photo-microscopiques montés et non montés sur bijoux, 1862